# Andrés Martínez de Azcárate
Andrés Martínez de Azcárate o Andrés de Marutegui fue un hidalgo, contador, oidor, juez de finanzas del Reino de Navarra y contador principal del estado de Milán durante los reinos de Carlos V y Felipe II de España. nació en Vergara, Guipúzcoa, hoy provincia de España.

## Biografía
Creció en las cortes del emperador Carlos V ya que su padre Juan de Marutegui y Azcárate ocupó también el cargo de Contador, oidor y Juez, durante sus primeros 15 años viajó constantemente por toda Castilla y Navarra y vivió brevemente en Pamplona sirviendo al emperador.
Se casó con María de Arrese en 1555 y con ella tuvo dos hijos, Juan Angelo de Azcárate y Gerónimo de Azcárate. María de Arrese era hija del alcalde de Vergara para ese entonces, Jerónimo Pérez de Arrese, dueño y señor de la Casa de Arrese.
Fue nombrado como oidor de comptos del Reino de Navarra y posteriormente contador de resultas en 1563 sirviendo directamente al Rey Felipe II. También fue comisionado del rey en Málaga en repetidas ocasiones para hacer cobranzas. 
Se ocupó como contador de las galeras de España y Melilla, Peñón, y otros. Tenía el papel fundamental en adelantar el dinero que la corona requería para las campañas militares (1576). Su Padre Juan de Marutegui estaba implicado en algunas de las campañas militares y movimientos de tropas más significativos del periodo del Rey Carlos V, de igual manera Andrés es llamado por el Rey Felipe II para hacer cuentas de los ejércitos y la armada que habrían de intervenir en la conquista de Portugal (1580), estando encargado de los gastos del ejército en Portugal.
Posteriormente fue llamado por la Contaduría de Mayor de Cuentas en Madrid para revisar la cuentas del Marqués de Aviñón, tesorero del Rey. 
Entre 1570 y 1585 reconstruyó una esquina de la casa solariega de los Azcárate llamada para ese entonces como Casa Palacio Azcárate Marutegui, en esta reforma añadió parte del balcón y posiblemente el escudo heráldico de la Casa de Azcárate ya que era descendiente de esta antigua familia y de la cual heredó el mayorazgo de su padre, familia que se asentó, en fecha sin determinar, en Anzuola. Este escudo heráldico se puede apreciar hasta nuestros días en la plaza de Ariznoa en Vergara, Guipúzcoa, hoy provincia de España.
Finalmente fue enviado por el Rey al Monasterio de San Lorenzo el Real a tomar las cuentas y gastos de las obras pero no pudo terminar esta labor y falleció en el Monasterio de El Escorial en 1585.